# Chen Muhua
Chen Muhua, född 1921, död 2011, var en kinesisk kommunistisk politiker. Hon var vice premiärminister 1978–1982 och ordförande för All-China Women's Federation 1989-1998.